# De Groote Polder (molen)
De Groote Polder of De molen van de Groote Polder is een poldermolen in Slochteren in de provincie Groningen. De molen had tot aan 1975 geen naam en werd eenvoudig aangeduid met de plaats waar hij stond: in de Groote Polder. In 1975 is de molen uiteindelijk "De Groote Polder" gaan heten, maar op de baard stond abusievelijk "De Groote Poldermolen". Op een aantal plaatsen duidt men de molen - fout - aan als "Grotepoldermolen".
De molen is in 1783 gebouwd als poldermolen van de Groote Polder met een scheprad en is de oudste nog bestaande maalvaardige poldermolen in de provincie Groningen. Het scheprad werd later vervangen door een vijzel, die vervolgens nog twee keer is vervangen/verlengd. De molen kreeg begin twintigste eeuw een hulpgemaal in een apart bijgebouwtje, eerst op stoom en later op diesel.
Nadat de molen na de Tweede Wereldoorlog definitief buiten gebruik raakte kwam de molen in verval, maar de Slochter Molenstichting zorgde ervoor dat de molen na een uitvoerige restauratie in 1975 weer op vrijwillige basis in bedrijf kwam. Nadat de Slochter Molenstichting in 2015 fuseerde met Molenstichting Oldambt werd Molenstichting Midden- en Oost-Groningen eigenaar.
De molen kon door het verlaagd polderpeil slechts sporadisch daadwerkelijk malen, ondanks de verlengingen van de vijzel. In juni 2015 is circuitbemaling aangelegd, waarbij de noodbemalingsfunctie van de Groote Polder in stand is gehouden. De molen kan bij hoog water helpen de polder droog te houden. In 2015 is een nieuw gevlucht gestoken en is een nieuw voorkeuvelens aangebracht. Het halslager bleek versleten te zijn en is vervangen door een klassieke halssteen.
De molen draait regelmatig als het weer het toelaat op zondagmiddag.  De molen is een lesmolen. Indien de molen voor bezoek is geopend wordt de gemeentevlag van Slochteren gevoerd.